# リアル・ワールド・レコード
リアル・ワールド・レコード（Real World Records）は、1989年にミュージシャンのピーター・ガブリエルによって創設されたレーベル。主に様々な世界各国の音楽、ワールドミュージックの録音を行っている。

## 沿革
創設者のピーター・ガブリエルはロック・ミュージシャンであるが、ワールドミュージックに傾倒していることでも知られる。彼は「ウォーマッド（WOMAD、World of Music, Arts and Dance）」フェスティバルの主宰者のひとりであり、これは世界各地の音楽・芸能を紹介するものであった。彼はそれに出演するミュージシャンたちをプロモーションするために1989年にリアル・ワールド・レコードを自主スタジオ「リアル・ワールド・スタジオ」と共にウィルトシャー州ボックスに立ち上げた。
アルバム第一弾はマーティン・スコセッシ監督の映画『最後の誘惑』のサウンドトラック・アルバム『パッション』であり、当時まだ世界的には無名だったパキスタンのヌスラット・ファテ・アリ・ハーン、セネガルのユッスー・ンドゥールを起用している。
1991年、1992年、1995年には「レコーディング・ウィーク」と呼ばれる1週間かけて行われるセッションがあり、この中から『ビッグ・ブルー・ボール』というアルバムが2008年に発売されている。

## ミュージシャン
- アフロ・ケルト・サウンド・システム
- アシガバート (バンド)（英語版）
- バーナード・カバンダ（英語版）
- ビッグ・ブルー・ボール（英語版）
- チャーリー・ウィンストン（英語版）
- クレオール・クワイアー・オブ・キューバ（英語版）
- Dengue Fever（英語版）
- ファラフィナ（英語版）
- Fatala
- ジェフリー・オリエマ（英語版）
- ホバ・ホバ・スピリット（英語版）
- ジョニー・カルシ（英語版）
- ジョイ (バンド)（英語版）
- ジョセフ・アーサー（英語版）
- リトル・アックス（英語版）
- マリアム･マーサル（英語版）
- ヌスラット・ファテ・アリ・ハーン
- オゾマトリ
- パパ・ウェンバ
- パバン・ダス・バウル（英語版）
- ピーター・ガブリエル
- ポルティコ・カルテット（英語版）
- サミュエル・イルガ（英語版）
- シーラ・チャンドラ
- セヴァラ・ナザルハン
- スパイロ (バンド)（英語版）
- ザ・ブラインド・ボーイズ・オブ・アラバマ（英語版）
- ジ・イマジンド・ヴィレッジ（英語版）
- ユッスー・ンドゥール
- ヴァルティナ